# Microtropis fascicularis
Microtropis fascicularis är en benvedsväxtart som beskrevs av K.M. Kochummen. Microtropis fascicularis ingår i släktet Microtropis och familjen Celastraceae. Inga underarter finns listade.